# Radoje Domanović
Radoje Domanović (Ovsište kod Kragujevca, 16. veljače 1873. – Beograd, 17. kolovoza 1908.) srpski je novinar i pisac satire kojeg mnogi nazivaju i njenim sinonimom. Iako se početak srpske satire može odrediti izdavanjem knjižice humorističko-satiričnih aforizama Mali bukvar za veliku decu 1792. godine Mihovila Maksimovića, Domanović je prvi pisac kojemu je satira osnovna vokacija.

## Životopis
Rođen 1873. godine u obitelji seoskog učitelja u selu Ovsište pokraj Kragujevca. Podrijetlo vodi iz sela Domanovići i Prebilovci pokraj Čapljine, u Bosni i Hercegovini. Krsna slava Domanovića su Sveti Vrači.
Djetinjstvo je proveo u susjednom selu Jarušicama, gdje je završio i osnovnu školu. Gimnaziju je završio u Kragujevcu, a Filozofski fakultet na Velikoj školi u Beogradu. Radio je u Pirotu, Vranju i Leskovcu kao nastavnik povijesti i maternjeg jezika. Cijeli Gorski vijenac je znao napamet.
Rano je počeo da piše, još tijekom školovanja. Te pripovijetke su se nerijetko sastojale od njegovih bilješki sa sela i palančkog života. Djela iz tog razdoblja su: Iz beležaka sa sela, Sima penzioner, Pozorište u palanci. Godine 1893. je napisao i objavio svoj prvi rad, pripovijetku Na mesečini, u časopisu Javor. Kao pripovjedač potječe iz vodeće humorističko-satiričke tradicije srpskog realizma čiji je začetnik Milovan Glišić. Radoje Domanović je prvi pravi satiričar među srpskim realistima, satira je glavno obilježje njegovog talenta. Tvorac je srpske satirične pripovijetke.
Bio je član Samostalne radikalne stranke. No, poslije 1903. kada je pao apsolutizam odvojio se od samostalnih radikala te je pokrenuo politički list Stradija. Sam je izdavao, uređivao i pisao svoj list 1905. godine. Osim toga, surađivao je u brojnim listovima i časopisima svoga vremena: Srpskom književnom glasniku, Odjeku, Delu, Iskri, itd. Bio je žestok protivnik režima Aleksandra Obrenovića. Zauzimao se za građanske slobode, izrugujući se licemjerju i lažnomu rodoljublju.
Preminuo je u Beogradu, 1908. godine. 

## Najznačajnija djela
- Pripovetke I-II. (1899.)
- Ukidanje strasti (1898.)
- Pozorište u palanci (1898.)
- Ne razumem (1898)
- Danga (1899.)
- Vođa (1901.)
- Kraljević Marko po drugi put među Srbima (1901.)
- Naša posla (Dogovor kuću gradi) (1901.)
- Stradija (1902.)
- Mrtvo more (1902.)
- Pozorište u palanci (1898.)
- Glasam za slepca (1902.)
- Razmišljanje jednog običnog srpskog vola (1902.)
- San jednog ministra (1902.)
- Čiča Mita iz naroda (1902.)
- Tri priče za omladinu (1903.)
- Pripovetke (1905.)

## Filmografija
- Boj na Kosovu (1964)
- Kraljević Marko po drugi put među Srbima“ (TV, 1968.)
- Pripovedanja Radoja Domanovića (serija, 1980.)
- Neka čudna zemlja (1988.)

## Vanjske povezice
- Cjelokupna djela Radoja Domanovića  Arhivirana inačica izvorne stranice od 25. studenoga 2018. (Wayback Machine)
- Riznica srpska  Arhivirana inačica izvorne stranice od 27. travnja 2014. (Wayback Machine) (pristupljeno 18. travnja 2014.)